# Завадка (Бещадський повіт)
Завадка (пол. Zawadka) — село в Польщі, у гміні Устрики-Долішні Бещадського повіту Підкарпатського воєводства.
Населення — 155 осіб (2011).

## Розташування
Завадка розташовується за 20 км на північний захід від адміністративного центру ґміни Устрик-Долішніх і за 60 км на південний схід від адміністративного центру воєводства Ряшева, за 15 км від державного кордону з Україною. Колишнє бойківське село.

## Історія
Вперше зустрічається в документі 1508 року як власність Миколая Чешика. Входило до Ліського ключа Сяніцької землі Руське воєводства.
У 1772—1804 рр. село було у складі Габсбурзької монархії, 1804—1867 — Австрійської імперії, 1867—1918 рр. — Австро-Угорської монархії, у провінції Королівство Галичини та Володимирії. 1895 року село належало до Ліського повіту, у селі нараховувалось 77 будинків і 563 мешканці (349 греко-католиків, 159 римо-католиків і 24 юдеї), місцева греко-католицька парафія належала до Ліського деканату Перемишльської єпархії.
У 1919—1939 рр. — у складі Польщі. Село належало до Ліського повіту Львівського воєводства, у 1934—1939 рр. входило до складу ґміни Ропєнка.
На 01.01.1939 в селі було 1130 жителів, з них 720 українців-грекокатоликів, 140 українців-римокатоликів, 230 поляків (працівники копальні нафти), 40 євреїв.
У середині вересня 1939 року німці окупували село, однак уже 26 вересня 1939 року мусіли відступити з правобережної частини Сяну, оскільки за пактом Ріббентропа-Молотова правобережжя Сяну належало до радянської зони впливу. 27.11.1939 постановою Президії Верховної Ради УРСР село у складі повіту включене до новоутвореної Дрогобицької області. Територія ввійшла до складу утвореного 17.01.1940 Ліськівського району (районний центр — Лісько). Наприкінці червня 1941, з початком Радянсько-німецької війни, територія знову була окупована німцями, які за три роки окупації винищили євреїв. У серпні 1944 року радянські війська знову оволоділи селом. В березні 1945 року, у рамках підготовки до підписання Радянсько-польського договору про державний кордон зі складу Дрогобицької області правобережжя Сяну включно з селом було передане до складу Польщі. Військо польське і польські банди почали грабувати і вбивати українців, у відповідь на це селяни гуртувались у відділи самооборони. Далі поляками українське населення було піддане етноциду — виселене на територію СРСР в 1945—1946 рр. та в 1947 році під час Операції Вісла депортоване на понімецькі землі. В хати українців поселені поляки.
У 1975-1998 роках село належало до Кросненського воєводства.

## Демографія
Демографічна структура станом на 31 березня 2011 року:
|          | Загалом | Допрацездатний вік | Працездатний вік | Постпрацездатний вік |
| -------- | ------- | ------------------ | ---------------- | -------------------- |
| Чоловіки | 81      | 26                 | 48               | 7                    |
| Жінки    | 74      | 15                 | 44               | 15                   |
| Разом    | 155     | 41                 | 92               | 22                   |

## Церква
У 1838 рр. зведена дерев'яна церква Преп. Мат. Параскеви, яка була парафіяльною.
До 1947 р. в селі була греко-католицька парафія, яка належала до Ліського деканату Перемиської єпархії, крім Завадки включала села Станкова і Розпуття.
У 1951 р. поляки зруйнували церкву.

## Пам'ятки
- Залишки церкви: залізний хрест і кам'яна хрестильна купіль з 1866 р.
- Каплички.
- Старий цвинтар.
- Будівлі довоєнної побудови.